# Eukoenenia lawrencei
Espèce
Eukoenenia lawrencei est une espèce de palpigrades de la famille des Eukoeneniidae.

## Distribution
Cette espèce est endémique des Drakensberg en Afrique du Sud.
Un immature B de Wau en Papouasie-Nouvelle-Guinée a été rapproché de cette espèce.

## Description
Le mâle mesure 0,70 mm et la femelle 0,90 mm.

## Étymologie
Cette espèce est nommée en l'honneur de Reginald Frederick Lawrence.

## Publication originale
- Remy, 1957 : Palpigrades et Pauropodes du Natal (Nouvelles récoltes du Dr. R. F. Lawrence.). Bulletin du Muséum National d'Histoire Naturelle, Paris, sér. 2, vol. 29, p. 221-225 (texte intégral).